# Aulacidae
Die Aulacidae sind eine Familie der Hautflügler. Die Larven aller Arten sind Parasitoide holzbewohnender Insektenlarven. Die gut 220 Arten werden in zwei Gattungen eingeteilt. Sie sind weltweit verbreitet, aber überall selten.

## Merkmale
Die Arten der Familie sind meist relativ groß und robust gebaut. Typisch für die Überfamilie der Evanioidea ist der Ansatz des „Hinterleibs“ (Metasoma), dieser sitzt am Propodeum nicht wie normal tief oder mittig, zwischen den Hinterhüften an, sondern die Ansatzstelle ist deutlich weit nach oben gerückt. Der biologische Sinn dieser Modifikation könnte darin liegen, den langen Legebohrer besser zum Bohrvorgang ansetzen zu können. Von den übrigen Evanioidea unterscheiden sich die Aulacidae am auffallendsten durch negative Merkmale. So ist der Hinterleib nicht, wie bei den Evaniidae, sehr klein und seitlich stark zusammengedrückt. Im Unterschied zu den Gasteruptiidae sind die Hinterschienen nicht keulig verdickt und der Prothorax nicht nach vorn stark verschmälert. 
Bei den Aulacidae ist der Kopf immer sehr beweglich und mit einem langen, schmalen „Hals“ vom Rumpf abgesetzt. Die Augen sind relativ klein und rund. Die Antennen sitzen am Kopf sehr tief, dicht über dem Clypeus (am unteren Rand der Komplexaugen) an. Der Vorderrand des Clypeus weist mittig einen deutlichen Vorsprung auf. Die kräftigen Mandibeln besitzen auf der Außenseite eine halbkreisförmige Aussparung. Bei den am Rumpf ansitzenden, klaren Flügeln ist die Aderung des Hinterflügels stark reduziert. Im Vorderflügel ist ein großes und deutliches Flügelmal (Pterostigma) ausgebildet. An den Hüften (Coxen) der Hinterbeine fällt eine Aussparung auf, diese dient als Leiteinrichtung für den Legebohrer beim Stechakt. Der „Hinterleib“ sitzt mit einem Stielchen (Petiolus) am Propodeum an, dieses kann langgestreckt oder auch recht kurz sein. Immer ist das folgende Hinterleibssegment mit dem Petiolussegement zu einer Einheit verschmolzen. Die Länge des Legebohrers bei den Weibchen ist zwischen den Arten ziemlich variabel, erreicht aber niemals extreme Längen.

## Lebensweise
Alle Aulacidae leben als Parasitoide von in Holz bohrenden Insektenlarven. Soweit bekannt, sind die Wirte der Arten der Gattung Aulacus Käferlarven, während die Gattung Pristaulacus Holzwespenlarven der Familie der Schwertwespen (Xiphydriidae) befällt. Die Biologie der meisten Arten ist allerdings völlig unbekannt, nur von wenigen Arten liegen überhaupt Informationen vor. Bei den Arten mit bekannter Biologie appliziert das Weibchen der Aulacidae sein Ei direkt in das Ei der Wirtsart, das im Holz verborgen liegt. Es bohrt dazu in den Bohr- oder Fraßgang des Wirts ein. Die Larve schlüpft, sobald auch die Wirtslarve aus dem Ei schlüpft. Sie frisst anschließend in ihrem Körperinnern des weiterlebenden Wirts (koinobionter Parasitoid). Ist die Wirtslarve ausgewachsen, intensiviert die Parasitoidenlarve ihre Fraßtätigkeit und tötet nun die Wirtslarve ab. Sie wartet dabei ab, bis die Wirtslarve verpuppungsbereit ist. Bei den Schwertwespen gräbt sich die Wirtslarve in diesem Stadium bis beinahe zur Holzoberfläche, so dass der ausschlüpfende Parasitoid nur noch wenig Holzmasse durchstoßen muss. Die Parasitoidenlarve verpuppt sich im Fraßgang neben ihrem toten Wirt.
Die Imagines der Aulacidae werden meist auf totem Holz, auf der Suche nach Eiablageplätzen, beobachtet. Es gibt aber eine Reihe von Beobachtungen auf Blüten, besonders von Doldenblütlern, so dass anzunehmen ist, dass sie in diesem Stadium zumindest etwas Nahrung aufnehmen.

## Verbreitung
Die Familie und beide Gattungen sind von allen Kontinenten (mit Ausnahme der Antarktis) nachgewiesen. In Europa kommt eine Art der Gattung Aulacus und sechs Arten der Gattung Pristaulacus vor. Aulacus striatus ist bekannt als Parasitoid der Schwertwespe Xiphydria camelus. Über die Verbreitung vgl. für Deutschland und für Österreich.

## Systematik
Die Familie wird zur Überfamilie Evanioidea gezählt. Schwestergruppe sind nach übereinstimmender Ansicht die Gasteruptiidae.
Innerhalb der Familie erwies eine neuere Analyse, dass die Gattung Aulacus mit hoher Wahrscheinlichkeit paraphyletisch ist. Eine Revision liegt aber noch nicht vor.